# WPP
WPP — британский международный холдинг в области коммуникаций, рекламы, связей с общественностью, технологий и торговли со штаб-квартирой в Лондоне, Англия. По состоянию на 2019 год она считается крупнейшей рекламной компанией в мире. WPP владеет множеством компаний, в том числе рекламными, связями с общественностью, СМИ и сетями исследования рынка, такими как AKQA, BCW, Essence Global, Finsbury, Gray, GroupM, Hill + Knowlton Strategies, Kantar Group, Mindshare, Ogilvy, Wavemaker, Wunderman Thompson и VMLY&R. Это одна из агентских компаний «большой четвёрки», наряду с Publicis, Interpublic Group of Companies и Omnicom. WPP имеет первичный листинг на Лондонской фондовой бирже и входит в индекс FTSE 100. Он имеет вторичный листинг на Нью-Йоркской фондовой бирже.
14 апреля 2018 года Мартин Соррелл ушел на пенсию через 33 года после основания компании. Роберто Куарта — председатель компании. Марк Рид — генеральный директор.

## История
Компания была основана как Wire and Plastic Products plc в 1971 году для производства проволочных корзин для покупок. В 1985 году Мартин Соррелл в поисках котирующейся на бирже компании, через которую можно было бы создать всемирную компанию по предоставлению маркетинговых услуг, купил контрольный пакет акций.
В 1980-х годах WPP начала свою стратегию роста за счет приобретений других компаний. В последующие годы WPP ежегодно приобретала десятки компаний. В январе 1987 года компания приобрела Scott Stern Associates, в то время крупнейшую в Шотландии дизайнерскую и рекламную компанию. В том же году (1987) компания приобрела J. Walter Thompson (включая JWT, Hill & Knowlton и MRB Group) за 566 млн долларов. В 1988 году компания зарегистрировалась на NASDAQ (а позже перешла на вторичный листинг на NYSE). В 1989 году она приобрела Ogilvy Group за 864 миллиона долларов.